# Bilateralt avtal
Bilateralt avtal är ett avtal mellan två parter som innebär att båda i avtalet ingående parter har ömsesidiga förpliktelser och rättigheter gentemot varandra. "Bi" står för "två" och följaktligen är ett trilateralt avtal ett avtal mellan tre parter etc. 
Ett avtal innebär nästan alltid både skyldigheter och rättigheter och är sällan en ensidig utfästelse. Till exempel innebär är ett köpekontrakt både en skyldighet att sälja och en skyldighet att köpa samt naturligtvis motsvarande rättigheter att erhålla likviden respektive godset, tillgången eller vad det nu kan vara.